# Agustinia
 (novembre 2019).
Si vous disposez d'ouvrages ou d'articles de référence ou si vous connaissez des sites web de qualité traitant du thème abordé ici, merci de compléter l'article en donnant les références utiles à sa vérifiabilité et en les liant à la section « Notes et références ».
Agustinia ligabuei
Genre
Espèce

Reconstruction squelettique du Comahuesaurus contemporain apparenté

Agustinia (« lézard d'Agustin ») est un genre éteint de dinosaures sauropodes qui vivait au Crétacé inférieur, pendant l'Aptien, il y a 108 millions d'années en Patagonie (Neuquen). Il est connu par la seule espèce Agustinia ligabuei.
- Son nom signifie d'Agustin
- Époque :  Crétacé (108 millions d'années)
- Taille :  15 m de long
- Habitat : Amérique du Sud
- Régime alimentaire : herbivore

## Anatomie
Seuls des vestiges fragmentaires sont connus. Ceux-ci incluent des fragments de vertèbres provenant du dos, des hanches et des régions de la queue de la colonne vertébrale. Des parties du membre postérieur inférieur ont également été récupérées : un péroné, un tibia et cinq métatarsiens. Un fémur (os de la cuisse) a été trouvé sur le site, mais était trop fragmenté pour pouvoir être collecté.
Agustinia ligabuei était bien connu pour ses supposées plaques d'armure (ostéodermes), initialement interprétées comme une série de larges pointes verticales et de plaques situées au centre de son dos, un peu comme chez Stegosaurus, qui pourtant ne lui est pas apparenté. Cependant, des recherches ultérieures ont remis en question la nature de ces ostéodermes. En 2017, une étude plus approfondie du matériel fossile mal conservé a montré que ces supposées « plaques » étaient en réalité plus susceptibles d'être des fragments de côtes et d'os de la hanche. Cette réévaluation a été confirmée par la suite par l'histologie des prétendus ostéodermes, qui ne correspondent pas à la structure interne d'autres ostéodermes de titanosauriens. L'os de la hanche fragmenté a été provisoirement identifié comme faisant partie de l'ilion.
Hormis la supposée armure, l'anatomie d'Agustinia a été très peu décrite. Un péroné (os de la jambe) d'une longueur d'environ 89,5 centimètres a été retrouvé. Comparé au même os dans les dinosaures apparentés, cela indique qu’Agustinia pouvait mesurer environ 15 mètres de long. Cependant, les restes sont incomplets et ne semblent pas présenter de nombreuses caractéristiques distinctives qui peuvent être utilisées pour le séparer des autres sauropodes. L’armure supposée distincte ayant été discréditée, Philip D. Mannion et ses collègues en 2013 ont considéré Agustinia comme un nomen dubium.

## Étymologie
Il a été nommé en 1999 en l’honneur de son découvreur Agustin Martinelli et d’un philanthrope Giancarlo Ligabue qui finança l’expédition qui découvrit les restes d’Agustinia, en 1997.

## Inventaire des fossiles retrouvés
- Vertèbres, tibia, fibula, métatarses, « ostéodermes ».